# Data Manipulation Language
DML (ang. Data Manipulation Language) – zbiór instrukcji języka zapytań (np. SQL) używanych do przetwarzania danych z bazy danych. Są to instrukcje takie jak: INSERT, UPDATE, DELETE i MERGE.